# Theresa May
Theresa May (Eastbourne, 1956. október 1. –) brit politikus, a Konzervatív Párt vezetője, alsóházi képviselő, 2016 és 2019 között az Egyesült Királyság miniszterelnöke. May volt az egyik 2016-os jelölt a Konzervatív Párt vezetői tisztségére és a miniszterelnöki posztra, miután Cameron bejelentette, mindkét posztról lemond az Egyesült Királyság EU-kilépését támogató népszavazás nyomán.
Egy nappal az Egyesült Királyságban tartott európai választást követően, 2019. május 24-én Theresa May  miniszterelnök bejelentette, hogy június 7-én távozik a kormányzó Konzervatív Párt és a kormány éléről.

## Életpályája
May a dél-angliai Eastbourne-ban született; apja anglikán lelkész volt. Középiskolai tanulmányait a Holton Park Girls' Grammar Schoolban végezte, majd az Oxfordi Egyetemen a St Hugh’s College-ban szerzett diplomát földrajzból. Az egyetem elvégzése után a Bank of Englandnél dolgozott, majd az Association for Payment Clearing Services (APACS) európai ügyekért felelős osztályát vezette. 1986-tól London egyik kerületi önkormányzatában volt képviselő, 1997-ben pedig parlamenti képviselővé választották. 2010 óta a kormány tagja. 2016. július 13-ától az ország miniszterelnöke.

## Korai politikai karrierje
Theresa May 1986-tól 1994-ig a londoni Merton kerület önkormányzati képviselője volt. 1992-ben sikertelenül indult Durham északnyugati választókerületének parlamenti képviselői tisztségéért, és szintén sikertelenül indult 1994-ben a barkingi időközi választáson. Az 1997-es választásokon Maidenhead parlamenti képviselőjévé választották. 1999–2010 között a konzervatív árnyékkormányban töltött be különböző tisztségeket. Eközben 2002–2003-ban a Konzervatív Párt elnöki tisztjét is betöltötte. Amikor a konzervatívok a 2010-es választás nyomán átvették a hatalmat, David Cameron kormányában Home Secretary lett (ez nagyjából a belügyminiszter megfelelője). A kormány első két évében a női és esélyegyenlőségi ügyekért felelős miniszter tisztjét is ő töltötte be.

## Miniszterelnöksége

### Megválasztása
Az Egyesült Királyság EU-tagságáról szóló népszavazást előkészítő kampány során May Cameronhoz hasonlóan az ország EU-ban maradását támogatta. Amikor a szavazók a távozás mellett döntöttek, Cameron bejelentette lemondását a miniszterelnöki és a pártelnöki tisztségről, May pedig versenybe szállt mindkét pozícióért. Programismertetőjében kifejtette: tiszteletben kell tartani a szavazók akaratát, és ki kell vezetni az országot az EU-ból. Elutasította azt a gondolatot, hogy az ország kiskapukat keresve de facto EU-tag maradjon a kilépés után is, mint ahogy a népszavazás megismétlését is ellenezte. Kifejezte azt a reményét, hogy egyesíteni tudja a konzervatívok maradáspárti és távozáspárti frakcióját. May nem látta szükségesnek előrehozott választások kiírását vagy a költségvetés módosítását. Ugyanakkor kijelentette, ha pártja őt választja miniszterelnöknek, 2016 vége előtt nem fogja kezdeményezni a lisszaboni szerződés 50. cikkelyében leírt kilépési eljárás megkezdését, hogy időt adjon a brit vezetésnek az összehangolt tárgyalási álláspont kialakítására.
2016. július 7-én az alsóházi konzervatív frakció tagjai szavaztak arról, hogy ki legyen Cameron utódja. Theresa May 199 szavazatot kapott, legfőbb riválisa a Brexit-párti Andrea Leadsom energia- és klímaváltozás-ügyi miniszter 84-et, míg Michael Gove igazságügyminiszter 46-ot. Ezzel Gove kiesett a versenyből. Július 11-én Leadsom visszalépett, így May maradt az egyetlen jelölt a pártelnöki és miniszterelnöki posztra. Ezután felgyorsult a kormányváltási folyamat, amely az eredeti tervek szerint szeptember 9-ig tartott volna. 2016. július 13-án Cameron benyújtotta lemondását a királynőnek, aki ezután Mayt nevezte ki miniszterelnöknek. Ezzel Theresa May lett az ország második női miniszterelnöke, Margaret Thatcher után.

### Előre hozott választás
2017 elejére növekedett a Konzervatív Párt népszerűsége, és ezért úgy tűnt, a párt számára előnyös lehet, ha ez eredetileg 2020-ban esedékes választást előre hozzák. A konzervatív többségű brit parlament az erre vonatkozó javaslatot 2017. április 19-én 522:13 arányban támogatta, és úgy döntött, hogy 2017. június 8-ra írja ki a következő parlamenti választást. A választási kampány során azonban megváltozott a választók hangulata, így végül a konzervatívok 13 mandátumot, és alsóházi abszolút többségüket is elvesztették. A választás után May hatalmon maradt ugyan, de pozíciója meggyengült, és kénytelen volt egy északír kispárttal koalíciós kormányt alkotni.

### Bizalmatlansági indítvány
2018 végére világossá vált, hogy a Brexit jóval bonyolultabb, mint ahogy azt a közvélemény a Brexit-népszavazás előtt elképzelte. Feloldhatatlan akadálynak bizonyult, hogy az Egyesült Királyság és Írország egyrészt meg akarta tartani a két ország közötti határ szabad átjárhatóságát a személy- és áruforgalomban, másrészt viszont az Egyesült Királyság szabadságot akart kapni az EU-val való vámunió elhagyására (egy későbbi szabadkereskedelmi egyezmény aláírása után). Végül 2018 novemberében született egy kompromisszumos megállapodás, amely szerint az ország a Brexit után is vámunióban marad az EU-val (és így Írországgal is), de azzal a feltétellel, hogy ha Nagy-Britannia idővel kilépne a vámunióból, Észak-Írország akkor-is a vámunióban maradna. A megállapodást az EU csúcstalálkozóján elfogadták, de hamar világos lett, hogy a brit parlament nem fogja támogatni a tervet: a Brexit-párti képviselők szerint a Brexit utáni helyzetben az Egyesült Királyság továbbra is túlzott mértékben Brüsszel befolyása alatt maradna, a maradáspárti képviselők pedig inkább a Brexit-népszavazás megismétlését követelték. A zűrzavaros politikai helyzetben 48 konzervatív képviselő bizalmatlansági indítványt terjesztett be May ellen. Az indítvány sikere esetén Mayt leváltották volna a pártvezetői tisztjéről, és helyére a párt egy másik politikust jelölt volna a kormány élére. A 2018. december 12-i titkos szavazáson azonban végül a Tory képviselők 200:117 arányban támogatták Mayt, aki így megőrizhette a miniszterelnöki pozíciót.

### Lemondása
May közel hároméves miniszterelnöki időszakát gyakorlatilag teljes egészében a Brexit levezénylésére tette fel, miután azonban kiderültek a folyamat bonyolult és az országot is több tekintetben negatívan érintő körülményei, a Brexittel kapcsolatos tárgyalások és egyeztetések is egyre lassúbb, nehézkesebb irányt vettek. Az egyeztetések sorozatos kudarca, az emiatt a politikai szereplőkkel kialakult feszültségek, valamint a saját pártja által történt leszavazások miatt nem tudott további érdemi lépéseket tenni, ezért 2019. május 24-én június 7-i hatállyal bejelentette lemondását.

## Magánélete
May házas, férje Philip May. Gyermekük nincsen.
2012 novemberében 1-es típusú cukorbetegséget diagnosztizáltak nála, amely miatt inzulininjekcióra szorul.